# 33031 Paolofini
33031 Paolofini este o planetă minoră (asteroid) din centura de asteroizi. A fost descoperită pe 1 septembrie 1997 la osservatorio astronomico della Montagna Pistoiese⁠(d) de Andrea Boattini⁠(d). 
Obiectul prezintă o orbită caracterizată de o semiaxă mare de 2,4081801 UAi, o excentricitate de 0,19, o înclinație de 1,77474 ° în raport cu ecliptica.